# Kreis Marienberg
Der Kreis Marienberg war ein Landkreis im Bezirk Karl-Marx-Stadt der DDR. Von 1990 bis 1994 bestand er als Landkreis Marienberg im Freistaat Sachsen fort. Sein Gebiet liegt heute zu aller größtem Teil im Erzgebirgskreis, ein kleiner Teil liegt heute im Landkreis Mittelsachsen in Sachsen. Der Sitz der Kreisverwaltung befand sich in Marienberg.

## Geographie

### Lage
Der Kreis Marienberg lag im mittleren Erzgebirge Sachsens und damit im südlichen Teil des ehemaligen Bezirks. Mit rund 60.000 Einwohnern hatte er die durchschnittliche Größe eines DDR-Kreises.

### Nachbarkreise
Der Kreis Marienberg grenzte im Uhrzeigersinn im Südwesten beginnend an die Kreise Annaberg, Zschopau, Flöha und Brand-Erbisdorf. Im Osten und Süden grenzte er an die Tschechoslowakei.

## Geschichte
Der Kreis Marienberg ging aus der seit 1878 bestehenden Amtshauptmannschaft Marienberg hervor, die ab 1939 aufgrund reichseinheitlicher Regelung als Landkreis Marienberg bezeichnet wurde. Mit der Kreisreform der DDR, die am 25. Juli 1952 in Kraft trat, wurden der nördliche Teil des Landkreises Marienberg dem neugebildeten Kreis Zschopau zugeschlagen. Per Gesetz wurden 1952 in der DDR die fünf bestehenden Länder aufgelöst und in 14 Bezirke gegliedert. 
Der alte Landkreis Marienberg gab am 25. Juli 12 seiner 41 Gemeinden an den neugeschaffenen Kreis Zschopau ab. Der neue Kreis Marienberg wurde gebildet aus
- den 29 Gemeinden Ansprung, Blumenau, Forchheim, Großrückerswalde, Hallbach, Haselbach, Kühnhaide, Lauta, Lauterbach, Lengefeld, Lippersdorf, Marienberg, Mauersberg, Neuhausen/Erzgeb., Niederlauterstein, Niedersaida, Niederschmiedeberg, Pfaffroda, Pobershau, Pockau, Reifland, Reitzenhain, Rittersberg, Rothenthal, Rübenau, Seiffen, Sorgau, Wernsdorf und Wünschendorf aus dem alten Landkreis Marienberg sowie
- den 8 Gemeinden Deutscheinsiedel, Deutschneudorf, Dittmannsdorf, Dörnthal, Heidersdorf, Olbernhau, Satzung und Zöblitz aus dem alten Landkreis Freiberg.

Am 17. Mai 1990 wurde der Kreis in Landkreis Marienberg umbenannt. Er existierte bis zur sächsischen Landkreisreform 1994. Mit Wirkung zum 1. August 1994 wurde der Landkreis ohne Neuhausen Teil des neugebildeten Mittleren Erzgebirgskreises. Die Stadt Marienberg behielt den Sitz des Landratsamts.
Durch Gemeindegebietsänderungen und Umgliederungen in Nachbarkreise sank die Zahl der Gemeinden von 1952 bis zu seiner Auflösung im Jahre 1994 von anfänglich 37 auf 21.
- 1. Mai 1974 – Eingemeindung von Haselbach nach Dörnthal
- 1. Mai 1974 – Eingemeindung von Sorgau nach Ansprung

- 1. Januar 1994 – Eingemeindung von Blumenau und Rothenthal in die Stadt Olbernhau
- 1. Januar 1994 – Eingemeindung von Dittmannsdorf b. Sayda nach Pfaffroda b. Sayda
- 1. Januar 1994 – Zusammenschluss von Kühnhaide, Reitzenhain, Rübenau und Satzung zu Hirtstein
- 1. Januar 1994 – Eingemeindung von Lauta in die Stadt Marienberg
- 1. Januar 1994 – Zusammenschluss von Neuhausen mit der Gemeinde Cämmerswalde aus dem Landkreis Brand-Erbisdorf zur neuen Gemeinde Neuhausen im Landkreis Brand-Erbisdorf
- 1. Januar 1994 – Eingemeindung von Niedersaida nach Großhartmannsdorf (Kreis Brand-Erbisdorf)
- 1. Januar 1994 – Eingemeindung von Mauersberg und Niederschmiedeberg nach Großrückerswalde
- 1. Januar 1994 – Eingemeindung von Rittersberg nach Pobershau
- 1. März 1994 – Eingemeindung von Forchheim und Wernsdorf nach Pockau/Flöhatal

## Politik

### Landrat
Der Landrat wurde bis 1990 als Vorsitzender des Rates des Kreises bezeichnet.
- 31. Mai 1990 bis 31. Juli 1994: Albrecht Kohlsdorf (CDU)

## Wirtschaft
Die wirtschaftliche Produktion des Kreises entwickelte sich vor allem in der DDR. In Marienberg wurde der VEB Federnwerk Marienberg, in Olbernhau der VEB Blechwalzwerk Olbernhau, in Lengefeld der VEB NARVA Leuchtenbau Lengefeld und in Pockau ein Betriebsteil des VEBs Robotron-Meßelektronik „Otto Schön“ Dresden neu gegründet bzw. eingerichtet. Überlebt hat bis heute das Zulieferwerk für die Automobilindustrie in Marienberg – die Federnwerk Marienberg GmbH.
Landwirtschaftlich betrieben wurden große Flächen des Kreises durch die Landwirtschaftliche Produktionsgenossenschaften der einzelnen Orte.

## Verkehr
Der Kreis Marienberg war durch drei Fernverkehrsstraßen, die heutigen Bundesstraßen 101, 171 und 174, straßenseitig erschlossen. Bahnseitig dienten die Bahnstrecke Reitzenhain–Flöha sowie deren Zweigstrecke Pockau-Lengefeld–Neuhausen für den Personen- und Güterverkehr.

## Bevölkerungsdaten
Bevölkerungsübersicht aller 35 Gemeinden des Kreises, die 1990 in das wiedergegründete Land Sachsen kamen.
| AGS      | Gemeinde                | Einwohner     | Einwohner         | Fläche (ha)       |
| AGS      | Gemeinde                | 10. März 1990 | 31. Dezember 1990 | 31. Dezember 1990 |
| 14039010 | Ansprung                | 1.165         | 1.162             | 1.528             |
| 14039020 | Blumenau                | 694           | 690               | 459               |
| 14039030 | Deutscheinsiedel        | 494           | 495               | 363               |
| 14039040 | Deutschneudorf          | 1.007         | 999               | 440               |
| 14039050 | Dittmannsdorf b. Sayda  | 271           | 264               | 580               |
| 14039060 | Dörnthal                | 1.255         | 1.251             | 2.054             |
| 14039070 | Forchheim               | 841           | 843               | 1.262             |
| 14039080 | Großrückerswalde        | 2.429         | 2.491             | 1.708             |
| 14039090 | Hallbach                | 687           | 684               | 794               |
| 14039110 | Heidersdorf             | 1.061         | 1.053             | 949               |
| 14039120 | Kühnhaide               | 736           | 732               | 228               |
| 14039130 | Lauta                   | 397           | 399               | 349               |
| 14039140 | Lauterbach              | 1.341         | 1.333             | 1.217             |
| 14039150 | Lengefeld, Stadt        | 3.325         | 3.214             | 2.374             |
| 14039160 | Lippersdorf             | 857           | 860               | 1.099             |
| 14039170 | Marienberg, Stadt       | 11.406        | 11.322            | 6.695             |
| 14039180 | Mauersberg              | 799           | 785               | 590               |
| 14039190 | Neuhausen/Erzgeb.       | 2.581         | 2.575             | 3.358             |
| 14039200 | Niederlauterstein       | 573           | 574               | 305               |
| 14039210 | Niedersaida             | 327           | 329               | 364               |
| 14039220 | Niederschmiedeberg      | 437           | 431               | 114               |
| 14039230 | Olbernhau, Stadt        | 11.703        | 11.657            | 6.664             |
| 14039240 | Pfaffroda b. Sayda      | 1.201         | 1.198             | 2.085             |
| 14039250 | Pobershau               | 1.718         | 1.713             | 486               |
| 14039260 | Pockau/Flöhatal         | 3.541         | 3.535             | 1.897             |
| 14039270 | Reifland                | 550           | 546               | 561               |
| 14039280 | Reitzenhain             | 659           | 653               | 176               |
| 14039290 | Rittersberg             | 253           | 249               | 54                |
| 14039300 | Rothenthal              | 649           | 650               | 72                |
| 14039310 | Rübenau                 | 1.223         | 1.225             | 812               |
| 14039320 | Satzung                 | 741           | 737               | 661               |
| 14039330 | Seiffen/Erzgeb., Kurort | 3.256         | 3.267             | 1.237             |
| 14039350 | Wernsdorf               | 637           | 636               | 446               |
| 14039360 | Wünschendorf            | 746           | 743               | 721               |
| 14039370 | Zöblitz, Stadt          | 2.491         | 2.478             | 686               |
| 14039000 | Landkreis Marienberg    | 62.051        | 61.773            | 4.388             |

## Kfz-Kennzeichen
Den Kraftfahrzeugen (mit Ausnahme der Motorräder) und Anhängern wurden von etwa 1974 bis Ende 1990 dreibuchstabige Unterscheidungszeichen, die mit den Buchstabenpaaren TO und XO begannen, zugewiesen. Die letzte für Motorräder genutzte Kennzeichenserie war XT 70-01 bis XT 99-99.
Anfang 1991 erhielt der Landkreis das Unterscheidungszeichen MAB. Es wurde bis zum 31. Dezember 1994 ausgegeben. Seit dem 9. November 2012 ist es im Erzgebirgskreis erhältlich.